# Podomí
Podomí (in tedesco Poidom) è un comune della Repubblica Ceca facente parte del distretto di Vyškov, in Moravia Meridionale.